# Хосров (историк)
Хосров, (арм. Խոսրով) — армянский историк, известный лишь по упоминаниям у более поздних авторов. Собственные его труды в настоящее время неизвестны.
Наиболее раннее упоминание о Хосрове встречается у другого армянского историка, жившего в XIII веке, — Киракоса Гандзакеци. Кроме этого Хосров упоминается только в рукописных библиографических списках.
Из-за скудости источников о самом Хосрове нет признанного всеми мнения. Одни исследователи (например, Г. Абгарян) считают его историком, жившим VII веке, а другие (такие как С. Аревшатян ) признают его только переводчиком V—VI вв.